# 鏡野町立鶴喜小学校
鏡野町立鶴喜小学校（かがみのちょうりつ つるぎしょうがっこう）は、岡山県苫田郡鏡野町にある公立小学校。

## 沿革
- 1981年4月1日 - 鏡野町立小田小学校、中谷小学校、近衛小学校を統合し創立[1]。

## 通学区域
- 小座、上森原、下森原、馬場、塚谷、入、山城、中谷[2]

## 進学先中学校
- 鏡野町立鏡野中学校[2]